# David Egan (jockey)
David Egan, född 19 juni 1999, är en irländsk jockey. Han är mest känd som jockey till hästen Mishriff.

## Bakgrund
Egan föddes i Kildare, Irland. Han kommer från en familj med galoppbakgrund. Hans far John var jockey, och hans mor Sandra Hughes tränade 2015 års segrare av Irish Grand National, Thunder And Roses. Hans farfar är galopptränaren Dessie Hughes och hans farbror är jockeyn Richard Hughes. Egan red för första gången åt sin farfar då han var 13 år, då i ponnygalopp. Han red också för Willie McCreery.

## Karriär
Då Egan slutat skolan flyttade han från Irland till Newmarket, där han kom att jobba som lärling hos Roger Varian. Han blev lärlingsjockeychampion 2017.
2018 blev Egan professionell jockey. Hans första seger i ett grupplöp kom den 2 augusti 2018 när Roger Varian-tränade Pilaster vann grupp 2-löpet Lillie Langtry Stakes på Goodwood.
Egans första uppsittning i ett klassiskt brittiskt löp kom i maj 2019, då han red favoritspelade Qabala till tredje plats i 1000 Guineas Stakes. Egans far red Garrel Glen till tolfte plats i samma löp.
Då Egan upprättat ett samarbete med storhästägaren Prins Faisal, red han John Gosden-tränade Mishriff till sin debutseger på Nottingham i november 2019. I februari 2021 vann ekipaget Saudi Cup i Riyadh, Saudiarabien, innan de vann Dubai Sheema Classic på Meydan Racecourse, Dubai, i mars 2021.

## Större segrar i urval
| År   | Löp                  | Häst          | Tränare      | Grupp   |
| ---- | -------------------- | ------------- | ------------ | ------- |
| 2020 | International Stakes | Mishriff      | John Gosden  | Grupp 1 |
| 2021 | Saudi Cup            | Mishriff      | John Gosden  | -       |
| 2021 | Dubai Sheema Classic | Mishriff      | John Gosden  | Grupp 1 |
| 2022 | St Leger Stakes      | Eldar Eldarov | Roger Varian | Grupp 1 |